# Izaak Meir Lewin
Izaak Meir Lewin, Jicchak-Me’ir Lewin (hebr.: יצחק-מאיר לוין, ang.: Yitzhak-Meir Levin, ur. 30 stycznia 1893 w Górze Kalwarii, zm. 7 sierpnia 1971 w Jerozolimie) – polski i izraelski rabin, działacz społeczny i polityk, w latach 1930–1940 przewodniczący partii Agudat Israel w Polsce, od 1937 przewodniczący światowej organizacji Agudat Israel. W 1948 sygnatariusz Deklaracji niepodległości Izraela, w latach 1948–1952 minister opieki społecznej Izraela, od 1949 do śmierci w 1971 poseł do Knesetu z listy Agudat Israel lub prawicowych koalicji, których ta partia była częścią.

## Życiorys
Urodził się w Górze Kalwarii, w królestwie kongresowym, 30 stycznia 1893 lub w 1894. W wieku 16 lat ożenił się z córką cadyka Abrahama Mordechaja Altera – głowy chasydzkiej dynastii Ger z Góry Kalwarii. Kształcił się w jesziwie, został certyfikowanym rabinem.
Podczas I wojny światowej zaangażował się w pomoc ofiarom wojny w Warszawie. Został jednym z członków Agudy – międzynarodowej, politycznej organizacji ultraortodoksji żydowskiej. W niepodległej II Rzeczypospolitej został, dzięki wpływom dynastii Ger, jednym z przywódców Agudy, działającej w Polsce jako partia polityczna Agudat Israel (Związek Izraela). Interesował się zwłaszcza rozwojem ortodoksyjnego szkolnictwa żydowskiego. Był jednym z organizatorów Beis Jaakow – systemu szkół przeznaczonych dla dziewcząt pochodzących z ortodoksyjnych środowisk żydowskich. W 1924 został wybrany jako przedstawiciel Agudat Israel w radzie miasta Warszawy. Od 1929 był członkiem światowego prezydium Agudy, a od 1930 przewodniczącym partii w Polsce.
W latach trzydziestych XX wieku zbliżył się nieco do programu i taktyki syjonistów, a w 1935 odwiedził Palestynę, będącą wówczas brytyjskim mandatem. Następstwem tej wizyty była reforma we władzach Agudat Israel, która zgodziła się z syjonistyczną wizją stworzenia państwa dla Żydów w Palestynie. Od 1937 współprzewodniczył światowej organizacji Agudat Israel. W sierpniu 1939 zachorował w Krynicy na tyfus. Po wybuchu II wojny światowej i rozpoczęciu niemieckiej okupacji Warszawy, został delegowany do judenratu. W 1940 udało mu się opuścić Warszawę i wyemigrować do Palestyny, gdzie działał w Reprezentacji Żydostwa Polskiego. Od 1940 był już samodzielnie przewodniczącym światowego Agudat Israel, z czasem został wybrany przewodniczącym partii również w Palestynie. Mieszkał w Jerozolimie.
14 maja 1948 został jednym z sygnatariuszy Deklaracji niepodległości Izraela. Jednocześnie wszedł, jako minister opieki społecznej, w skład utworzonego w tym samym dniu, tymczasowego rządu Izraela pod przywództwem Dawida Ben Guriona.
W wyborach parlamentarnych w 1949 po raz pierwszy dostał się do izraelskiego parlamentu z listy Zjednoczonego Frontu Religijnego, skupiającego różne ugrupowania religijne. W pierwszym rządzie Izraela, powołanym 10 marca, pozostał na stanowisku ministra opieki społecznej. Funkcję utrzmał również w urzędującym od 1 listopada 1950 do 8 października 1951 drugim rządzie Ben Guriona.

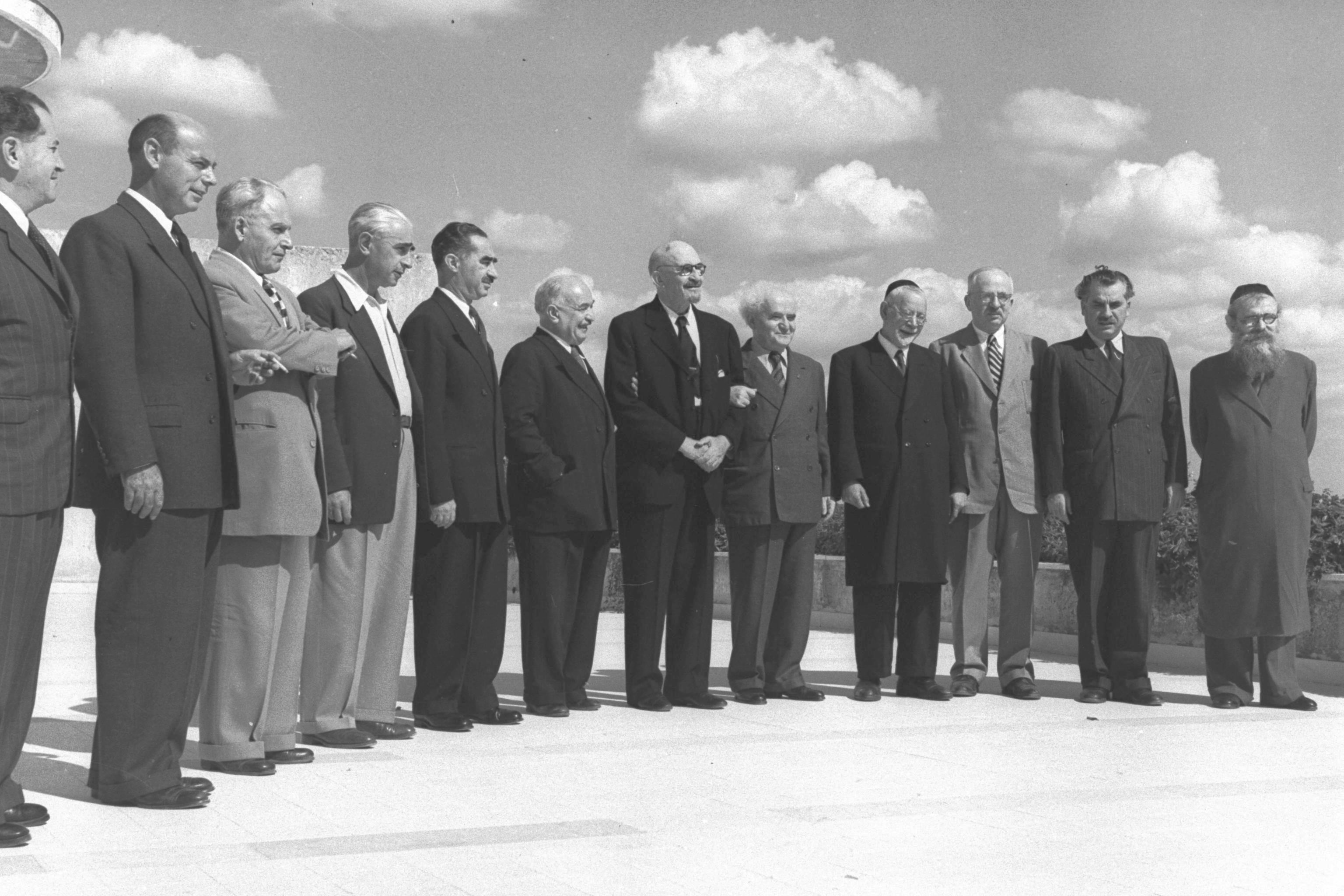
Drugi rząd Izraela, Izaak Meir Lewin pierwszy z prawej

W wyborach w 1951 Agudat Israel wystawiło własną listę, z której weszło trzech posłów, w tym Lewin. Pozostał na stanowisku ministra również w zaprzysiężonym 8 października trzecim rządzie premiera Ben Guriona. Jednak w następnym roku, 18 września 1952 – w ramach protestu przeciw służbie publicznej kobiet – zrezygnował ze swej funkcji. Stanowisko ministra pozostało nieobsadzone do 24 grudnia, kiedy to objął je, już w kolejnym rządzie Ben Guriona, Chajjim Mosze Szapira. Lewin od 1954 był prezydentem światowego komitetu i światowej egzekutywy Agudat Israel.
W wyborach w 1955 i w 1959 Lewin zdobywał mandat z list Religijnego Frontu Tory. W Knesecie trzeciej kadencji zasiadał w komisjach prawa, sprawiedliwości i konstytucyjnej oraz budownictwa, zaś w czwartym Knesecie w komisji finansów. W kolejnych trzech wyborach – w 1961, 1965 oraz w 1969 z sukcesem kandydował z listy Agudat Israel.
Zmarł 7 sierpnia 1971 w Jerozolimie. Mandat poselski objął po nim Jehuda Me’ir Abramowicz. Pochowany 8 sierpnia 1971 spoczął na żydowskim cmentarzu na Górze Oliwnej w Jerozolimie. W pogrzebie brali udział prezydent Izraela Zalman Szazar, przewodniczący Knesetu Re’uwen Barkat, obaj naczelni rabini Izraela: Isser Jehuda Unterman (aszkenazyjski) i Jicchak Nissim (sefardyjski) oraz przedstawiciele rządu i Sądu Najwyższego.
Był autorem licznych publikacji dotyczących Agudat Israel, Izraela i kwestii żydowskiej, wydawanych w Polsce i w Izraelu.